# Руди Фишер
Руди Фишер (на немски: Rudi Fischer) е бивш пилот от Формула 1.
Роден на 19 април 1912 година в Щутгарт, Германия.

## Формула 1
Руди Фишер прави своя дебют във Формула 1 в Голямата награда на Швейцария през 1951 година. В световния шампионат записва 8 състезания като успява да спечели десет точки и се качва два пъти на подиума. Състезава се с частен автомобил на Ферари.